# Ceinture volcanique de Pemberton

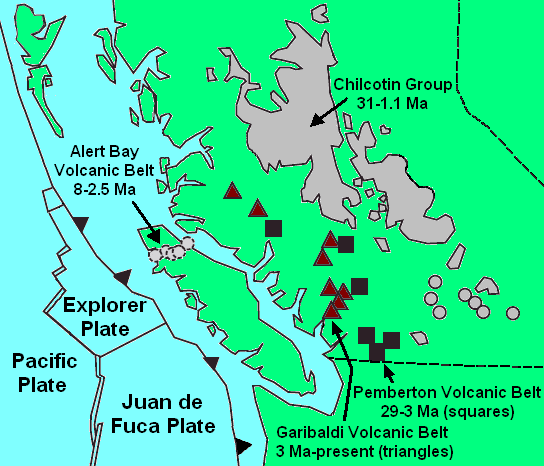

La ceinture volcanique de Pemberton (en anglais Pemberton Volcanic Belt) est une ceinture volcanique de Colombie-Britannique, au Canada. Elle est géographiquement proche de la ceinture volcanique de Garibaldi.